# Crazy Kids
Singles de Kesha
C'Mon
(2013) Timber
(2013)
Singles par will.i.am
That Power
(2013) Bang Bang
(2013)
Crazy Kids est une chanson issue du second album studio de la chanteuse Kesha, intitulé Warrior. Le morceau est sorti en tant que troisième single de l'album le 30 avril 2013. Crazy Kids est une chanson écrite par Kesha, Benjamin Levin, Henry Walter, Dr Luke and Will.i.am.

## Genèse
| Will.i.am, Pitbull et Juicy J ont chacun contribué séparément à trois couplets pour trois remixes différents. |  | Will.i.am, Pitbull et Juicy J ont chacun contribué séparément à trois couplets pour trois remixes différents. |  | Will.i.am, Pitbull et Juicy J ont chacun contribué séparément à trois couplets pour trois remixes différents. |
| Will.i.am, Pitbull et Juicy J ont chacun contribué séparément à trois couplets pour trois remixes différents. |  | |  | |

La chanson a été enregistrée pour le deuxième album de Kesha, Warrior. Kesha a déclaré que la piste est la version de cet album de son single issu de Cannibal, We R Who We R, sorti en 2010 . Elle a enregistré la chanson en juin 2012.
Il a été annoncé, le 17 avril 2013, que Crazy Kids allait être le troisième single de l'album Warrior. Une nouvelle version de la chanson a sorti le 19 avril 2013 avec le chanteur du groupe The Black eyed peas, Will.i.am.

## Composition
Lyriquement, Crazy Kids a été écrite pour dévoiler les personnalités dualistes de Kesha. Annie Zaleski de The A.V. Club a dit : « Lors du refrain axé sur une guitare acoustique, Kesha est douce et mélancolique, elle révèle sa folie ; pendant les couplets plus orientés électroniques, elle décharge une pulsion hip-hop accrocheuse (« I'm no virgin or no Virgo / I'm crazy that's my word, though », en français « Je ne suis pas vierge ou pas Vierge. Je suis dingue, c'est mon nom de biche ») afin de s'affirmer » . Après des battements de musique grime, Kesha rappe en faisant rimer « coochie » avec « Gucci », en y mélangeant plusieurs « fucks » et contribue grâce à son chant de style chanteuse-rappeuse célèbre avec des chants traditionnels .

## Pochette
La pochette officielle du single est une authentique photo de Kesha quand elle était plus jeune [citation nécessaire]. Cependant, la photo a été légèrement modifiée pour inclure un grillz doré, une bague en or, une chaîne en or, un vernis à ongles doré et un piercing en or.

## Crédits et personnels
| - Chant - Kesha, Will.i.am, Pitbull, Juicy J - Auteurs – Kesha, Lukasz Gottwald, William Adams, Henry Walter, Benjamin Levin | - Production - Dr. Luke, Cirkut, Benny Blanco |

Crédits extraits du livret de l'album Warrior, RCA, Kemosabe.

## Historique de sortie
| Pays       | Date          | Format                   | Version        |
| ---------- | ------------- | ------------------------ | -------------- |
| États-Unis | 29 avril 2013 | Diffusion radio          | Avec will.i.am |
| États-Unis | 30 avril 2013 | Téléchargement numérique | Avec will.i.am |

## Certifications
| Pays      | Organisme | Certification | Vente  |
| --------- | --------- | ------------- | ------ |
| Australie | ARIA      | Or            | 35 000 |